# مگنتیک فیلدز
مگنتیک فیلدز (انگلیسی: The Magnetic Fields) یک گروه موسیقی ایندی پاپ شکل‌گرفته به رهبری استفن مریت در ایالات متحده آمریکا است. گروه از سال ۱۹۸۹ میلادی تاکنون عمدتاً در سبکهای مختلف پاپ همچون سینث‌پاپ، ایندی‌پاپ و نویز پاپ فعالیت کرده‌است.